# حوافظ تناسلية

الحوافظ التناسلية هي تجاويف خاصة في الطحالب البحرية وتلك التي تعيش في المياه العذبة و تحوي الأعضاء التناسلية. وتوجد هذه الأعضاء في التخت وتُفتح بواسطة مسام صغيرة. توجد هذه الحوافظ التناسلية في كورالينيسي، وهيلدينبراندياليز، إضافة إلي الفوقسيات البنية. ولا يوجد في الفوقسيات مرحلة احادية الصبغيات في الدورة التكاثرية ولذا لا يوجد تغيير في عملية التوالد. The والمشرة هو النباتات البوغية. تعد الخلية الثنائية الكروموسومات نباتات تنتج معرس ذكري (مئبرية) وأنثوي (الخلية البيضية) بواسطة الانتصاف. تطلق الأمشجة في البحر، بعد ذوبان اللاقحة ثم تستقر وتبدأ في النمو.
يحمل الصنفان من الطحالب المرجانية و هيلدينبراندياليز الحوافظ التناسلية، على الرغم من الاختلاف الكبير بين تكوينهما والذي يشير إلي أن الحوافظ التناسلية ليست متجانسة.
وتوجد هياكل : الكريبتوستوماتا وهي مشابهة للحوافظ التناسلية ولكنها تختلف بوجود الشعر وبعقمها.وتوجد الكايكوستماتا، فقط في الفوقس ذو صفين، وفي هذه الكائنات تصبح المسام مغلقة أثناء التطور.

## التشكل
يبلغ قطر الحوافظ التناسلية من 40 إلى 150 ميكرو متر في بعض كائنات الهيلدينبراندياليز. كما أن بعض الحوافظ التناسلية هي حفر في المشرة، بينما يشكل البعض الآخر قباب ناتئة فوقها . تتفتح الحوافظ التناسلية للبيئة من خلال فتحة مسامية أو عدة مسام، بناء على الكائنات ونوع الحوافظ التناسلية.

### المكونات
- العمود الصغير.

وهو الدعامة المركزية التي تكون الخلايا الكلسية والتي تغطيها كتلة من الخلايا. وتنتج هذه الخلايا من أرضية الحافظة التناسلية لتشكل نتوءَا.
- سيقان سقفية.

تتكون بعض الحوافظ التناسلية من تمديد القوى الجاذبة للمركز للفتحة بالقرب من سطح المشرة؛ وفي هذه الحالات، يتكون سقف بالقرب من السيقان لتكون شكل قوس فوقي وترسخ نفسها في شكل سيقان قصيرة (غالبًا بطول 1 إلى 9 خلايا ) تغطي الحجيرة، مما يترك فتحة مسامية مركزية يمكن أن تهرب من خلالها المسام. وإذا كانت هذه السيقان بديلة، فيمكن أن تنتج فتحة تشبه المنقار.
- البوغ.

في الحوافظ عديمة الجنس، غالبًا ما تكون الأبواغ كبيرة، وتكون مضغوطة بها، لتملأ حجرة الحافظة التناسلية «مثل أجزاء البرتقالة».

## أنواع الحوافظ
يوجد عدد من الحوافظ التناسلية المختلفة، والمصنفة وفقًا لطبيعة الأبواغ التي تحويها؛ من الممكن أن يكون لدى بعض الكائنات أربعة أنواع مختلفة. على سبيل المثال، تحمل ليثوفيللوم انكروستانس الحوافظ التناسلية؛ عديمة الجنس، ذكرية وأنثوية وسيستوكاربيك (على وجه الأخص، نوع من الخلايا الأنثوية). والموضحة أدناه.
- الحوافظ التناسلية عديمة الجنس.

تتطور هذه الحوافظ عندما تكسر الخلايا الكلسية الضعيفة لتكون تجويفًا. وفي ليثوفيللوم انكروستانس، تكون الأعمدة الصغيرة الخاصة بها مركزية وواضحة (انظر أعلاه)، وهي محددة المعالم بالأبواغ (والتي قد تكون أبواغًا ثنائية، رباعية، إلخ.)، وتنضغط مقابل العمود الصغير وحوائط الحافظة التناسلية.<قد تكون الحوافظ التناسلية عديمة الجنس أحادية أو متعددة الفتحات.
- الحوافظ التناسلية الجنسية (ذكرية / أنثوية).

تفتقر إلى الأعمدة الصغيرة.ويوجد لدى ليثوفيللوم انكروستانس نباتات ذكرية وأنثوية مميزة؛ ولا يتكرر حدوث نوعي الحوافظ التناسلية في نفس المشرة. ولا تميل الحوافظ التناسلية الذكرية إلي العمق في ذات المشرة مثل الحوافظ التناسلية الأنثوية؛ فأحجامها مشابهه على الرغم من أن أشكالها تبدو مختلفة. وتستطيل الخلايا في المناطق المستديرة لتكون حوافظ تناسلية جنسية، لتترك بهذا خلايا طويلة نسيجية حول حوائط الحوافظ التناسلية. وفي الحوافظ التناسلية الذكرية استروليثون، تنمو السيقان الهامشية بسرعة أكبر، وتنحني فوق قمة تجويف الحافظة التناسلية وأخيرًا تتكون كسيقان مميزة تشكل سقف الحافظة التناسلية .
- الحوافظ التناسلية ذات الأبواغ الجنسية.

هذه الحوافظ ليست مصحوبة بالتخلص من الأملاح المعدنية في النسيج؛ وإلي حد ما، تبدأ في التكون في المركز (كحافظة تناسلية أنثوية) وتتطور نصف قطريًا. ولأنها حوافظ تناسلية أنثوية، فهي أيضًا تفتقر إلي الأعمدة الصغيرة.

## النمو
في أغلب الطحالب المرجانية، يتكون عنقود من الخلايا التكاثرية في الطبقة الوسطى من الطحالب، وتنغمر بواسطة النسيج المحيط، الذي ينمو أعلى وفوق الخلايا التكاثرية ليشكل السقف والفتحة الأحادية للحافظة. وقد تتطور أغطية في وقت لاحق لتحمي الفتحة. وعلى الرغم من هذا، يمكن أن تتكون الحافظة التناسلية في أي عمق في المشرة، بنهاية الطبقة السطحية أو ساق ما قبل المشرة.
توجد أربعة أنماط مختلفة لتكوين الحافظة التناسلية عديمة الجنس. في الطحالب المرجانية والبصيلة، []
في بصيلة الطحالب المرجانية، تتكون الحافظة التناسلية عوضًا عن هذا في القشرة الخارجية. ويتكون سمك يفصل الظهارة الخارجية عن اللحاء السفلي؛ ويشكل هذا السمك والظهارة العلوية في النهاية ليكونا غطاءً للحافظة التناسلية، وستتطور الخلايا الداخلية لتصبح خلايا تكاثرية أولية. وبمجرد تكون الغطاء، تبدأ الخلايا الساقية في السقوط. ويبدأ النسيج الموجود حول الغطاء في النمو سريعًا. وينتج هذا المزيج حجيرة تحت الغطاء.

## التاريخ التطوري
تظهر الحوافظ التناسلية في سجل الحفريات في مرحلة مبكرة على الأقل مثل الحقبة السيلورية. لوحظت بعض الهياكل المشابهة في البروتوتاكسايتس، والتي من الممكن أن تدل على أن هذه الكائنات الأرضية لم تكن فطريات (كما يفترض علماء الحفريات اليوم) بل أشنيات.